# Universidad Autónoma Benito Juárez de Oaxaca
La Universidad Autónoma Benito Juárez de Oaxaca (UABJO) es una institución educativa pública de nivel superior en México, siendo la máxima casa de estudios del estado de Oaxaca. De esta casa de estudios provienen tres figuras destacadas de la historia nacional: Benito Juárez, Porfirio Díaz (ambos fueron Presidentes de México) y Matías Romero Avendaño.

## Historia
Su primer antecedente data del 26 de agosto de 1825 como Instituto de Ciencias y Artes de Oaxaca bajo del decreto del entonces gobernador Ignacio Morales, con la protección del congreso local, pero fue hasta enero de 1827 que abrió sus puertas en la calle de San Nicolás, hoy avenida Independencia, siendo Fray Francisco de Aparicio, sacerdote de ideas liberales, su primer rector.

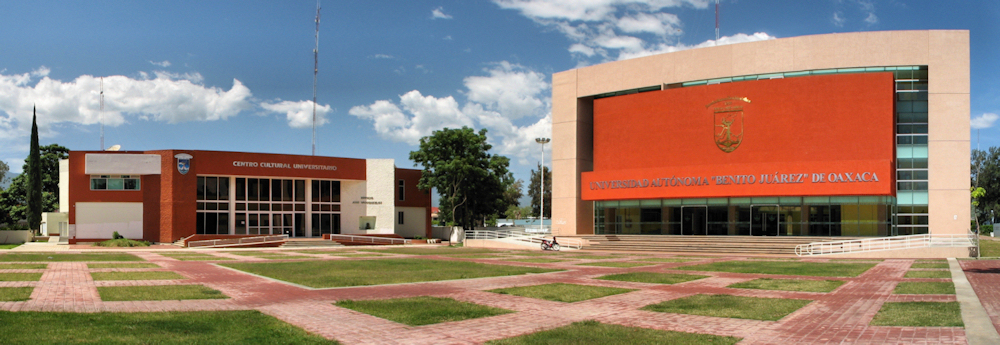
Foto panorámica del Centro Cultural Universitario y la Rectoría.

En 1845 el instituto deja de brindar la carrera eclesiástica y se favorecen a la de derecho y medicina, creando posteriormente la de Economía Política. En 1852, se agregaron las cátedras de Farmacia y Economía Política. En 1862, se fundaron las clases de Litografía y Tipografía y es en 1874 cuando se establece la carrera de Administración.
A fines de 1931, el instituto obtuvo su autonomía y deja de depender de la sección de educación del gobierno. Sin embargo, adquirió la autonomía completa hasta diciembre de 1943. La palabra "Autónoma" no sería parte del nombre de la Universidad sino hasta tiempo después. A partir de 1971 después de los movimientos estudiantiles de 1968 y 1970, como efecto de estos movimientos la Universidad fue realmente autónoma, A partir de ese año los Rectores así como los directores de la escuelas, fueron electos democraticamento en paridad de votos, en el Consejo Universitario y en los Consejos Técnicos.
A fines de 1954, se elaboró una propuesta para que el Instituto fuese elevado a rango de Universidad y por decreto se estableció el 17 de enero de 1955 como Universidad Benito Juárez de Oaxaca.

### Movimiento estudiantil 1974
Dado el movimiento liderado por los estudiantes en el año 1974, el gobierno estatal, a cargo del Gral. Eliseo Jiménez Ruiz, propuso en 1977 que la organización de la universidad se cambiara de facultades a Departamentos. Sin embargo, esta estructura nunca prosperó, derogándose en 1988 con la Ley Orgánica que actualmente la rige. Durante estos años hubo gran inestabilidad política en la Universidad. De 1976 a 1978 las personas que ocuparon la rectoría fueron Guillermo García Manzano, Celestino Gómez Soto, Manuel de Jesús Ortega Gómez, el Lic. Marco Antonio Niño de Rivera Velázquez y el profesor Felipe Martínez Soriano, siendo estos dos últimos las figuras más representativas de aquella época en la institución, y que marcarían el desarrollo de la Universidad en los siguientes años. Martínez Soriano, activista de izquierda radical, fue encarcelado durante varios años como consecuencia de este conflicto,  mientras tanto Marco Antonio Niño de Rivera se mantuvo como líder del Sindicato de Trabajadores Académicos de la Universidad de Oaxaca (STAUO), y se convirtió en la figura política más importante de la universidad. De manera directa o indirecta, a Niño de Rivera se le atribuye la creación de la mayoría de los sindicatos de la Universidad. A principios de la década de los ochenta Marco Antonio Niño de Rivera se ve involucrado en una fuerte polémica al tratar de imponer a su esposa en la rectoría. Las versiones de la época son encontradas, sin embargo no se puede negar que había una fuerte ambición de la esposa de Niño de Rivera de llegar a ser rectora, lo cual causó un rechazo total de los grupos que le apoyaban. Después de diferentes enfrentamientos y un corto periodo de tensión entre los grupos de la universidad, el gobierno federal decidió, en el año de 1986, eliminar al ex-rector Marco Antonio Niño de Rivera de la vida política de la universidad, por lo cual tuvo que abandonar el estado de Oaxaca dando así por concluida una de las etapas más oscuras de la universidad e inaugurando una lucha por el poder de los nuevos grupos y dirigentes con enormes repercusiones en la vida universitaria que actualmente persisten.

## Himno Universitario
La marcha “Estudiantes” himno que identifica la esencia de la Universidad Autónoma “Benito Juárez” de Oaxaca, cuya letra es del autor Sr. Mario Brena Torres, y la música del Sr. Enrique Sandoval, fue aprobado por el H. Consejo Universitario el 17 de agosto de 1962, siendo el Rector el Lic. Fernando Gómez Sandoval.

I
Los estudiantes
son los cruzados,
los paladines del ideal.
II
Por causas nobles,
siempre su brazo
estará presto
para luchar.
III
Aunque a su puerta
llame la duda,
aunque su pecho
hiera el dolor.
IV
Lucharán siempre
por un ensueño,
por un Derecho,
por un amor.

## Escudo
Del tímpano que corona el edificio del Centenario Instituto de Ciencias y Artes del Estado emerge vigoroso un potente brazo, rama del árbol secular, sosteniendo el emblema Universitario simbolizado por una lámpara, cuya luz ilumina al mundo con fulgores que destruyen la sombra, significando así que la Universidad es redondez translúcida, donde la luz penetra sin dejar zonas ocultas, a su esplendor, donde la ciencia no podrá prevalecer sobre el espíritu ni el espíritu sobre la ciencia, porque ambos son expresión del mismo pensamiento, donde todo vive sostenido por el equilibrio imperturbable del cosmos, sin declinaciones laterales.
Estos dos símbolos vinculados en uno solo dentro del tiempo y el espacio, se proyectan sobre un fondo celeste, alborotado de nubes y rayos, que expresan la fuerza creadora, constante y latente del Universo infinito.
Arriba brillan siete estrellas, que simbolizan las siete regiones de Oaxaca. De todas, emana la luz propia, fulgor astral que alumbra a la Universidad Benito Juárez, tanto como esta, busca también iluminar el destino de su ruta estelar, en el fondo de un horizonte teñido de azul, con el tono del cielo sereno y augusto de Oaxaca.
El desiderátum de la Universidad compendia una trilogía de ideas-fuerza “Ciencia, Arte, Libertad” que forman su lema y definen su trayectoria y su destino a través del tiempo. El autor lo fue Alfredo Canseco Feraud.

## Lema Universitario
Es una trilogía que resume el desiderátum de la universidad en general y de nuestra facultad en particular, es la suma de tres ideas; fuerza que definen nuestra trayectoria y nuestro destino a través del tiempo.
Ciencia: Queremos ante todo la verdad científica, por encima de prejuicios raciales, políticos, religiosos o sectarios. Queremos una universidad coherente, consciente del presente y de los retos del futuro, promotora del progreso y del bienestar social, que no se someta a sistemas o ideologías.
Arte: Aceptamos al hombre como inteligencia y corazón, material y espiritual, individual y social, inmanente y trascendente, preocupado por el quehacer temporal pero anhelante de llegar a eternizarse, sabedor de que debe disfrutar de los bienes de la tierra ya que en ellos no está el término final de su existencia que busca la belleza, la verdad, la bondad y la justicia para él y para todos
Libertad: Deseamos una universidad democrática, pero unida y disciplinada, amante de su identidad pero dispuesta al cambio, interesada en el saber pero sin olvidar su misión de orientar a la comunidad en la que está inmersa en la búsqueda de la verdad, la justicia y el progreso.

## Facultades, Institutos y Escuelas
La UABJO se consolida a futuro como una institución educativa de renombre en el mundo entero, conservando su calidad en estudios y ofertando enseñanza de acreditación limitada y responsable, para complacer a la población oaxaqueña, abrirá carreras a nivel técnico superior universitario, clases en línea a distancia en internet, y muchas otras diversas formas de titulación, para así brindar un mejor servicio y ponerse al alcance de un mundo global.
La Universidad cuenta con las siguientes facultades, institutos y escuelas:
Facultad de Bellas Artes
- Instructor de Artes Plásticas
- Instructor de Música
- Licenciatura en Gestión Cultural y Desarrollo Sustentable
- Licenciatura en Artes Plásticas y Visuales
- Licenciatura en Música
- Maestría en Gestión Cultural

Escuela de Ciencias
- Licenciatura en Física
- Licenciatura en Matemáticas
- Licenciatura en Computación

Facultad de Economía
- Licenciatura en Economía

Escuela de Sistemas Biológicos e Innovación Tecnológica (SBIT)
- Ingeniería en Innovación Tecnológica.
- Licenciatura en Biología.

Facultad de Enfermería y Obstetricia
- Licenciatura en Enfermería

Facultad de Enfermería - Sede Huajuapan
- Licenciatura en Enfermería

Facultad de Enfermería - Sede Tehuantepec
- Licenciatura en Enfermería

Facultad de Arquitectura - 5 de Mayo
- Licenciatura en Arquitectura
- Maestría en Arquitectura en el Área de Restauración
- Maestría en Arquitectura con Especialidad
- Doctorado en Arquitectura con especialidad

Facultad de Arquitectura - C.U.
- Licenciatura en Arquitectura
- Maestría en Desarrollo urbano
- Maestría en Valuación
- Maestría en Arquitectura
- Maestría en Urbanismo
- Doctorado en Ordenamiento Territorial y Dimensiones Científicas de la Protección del Patrimonio

Facultad de Idiomas - C.U.
- Lic. en Enseñanza de Idiomas

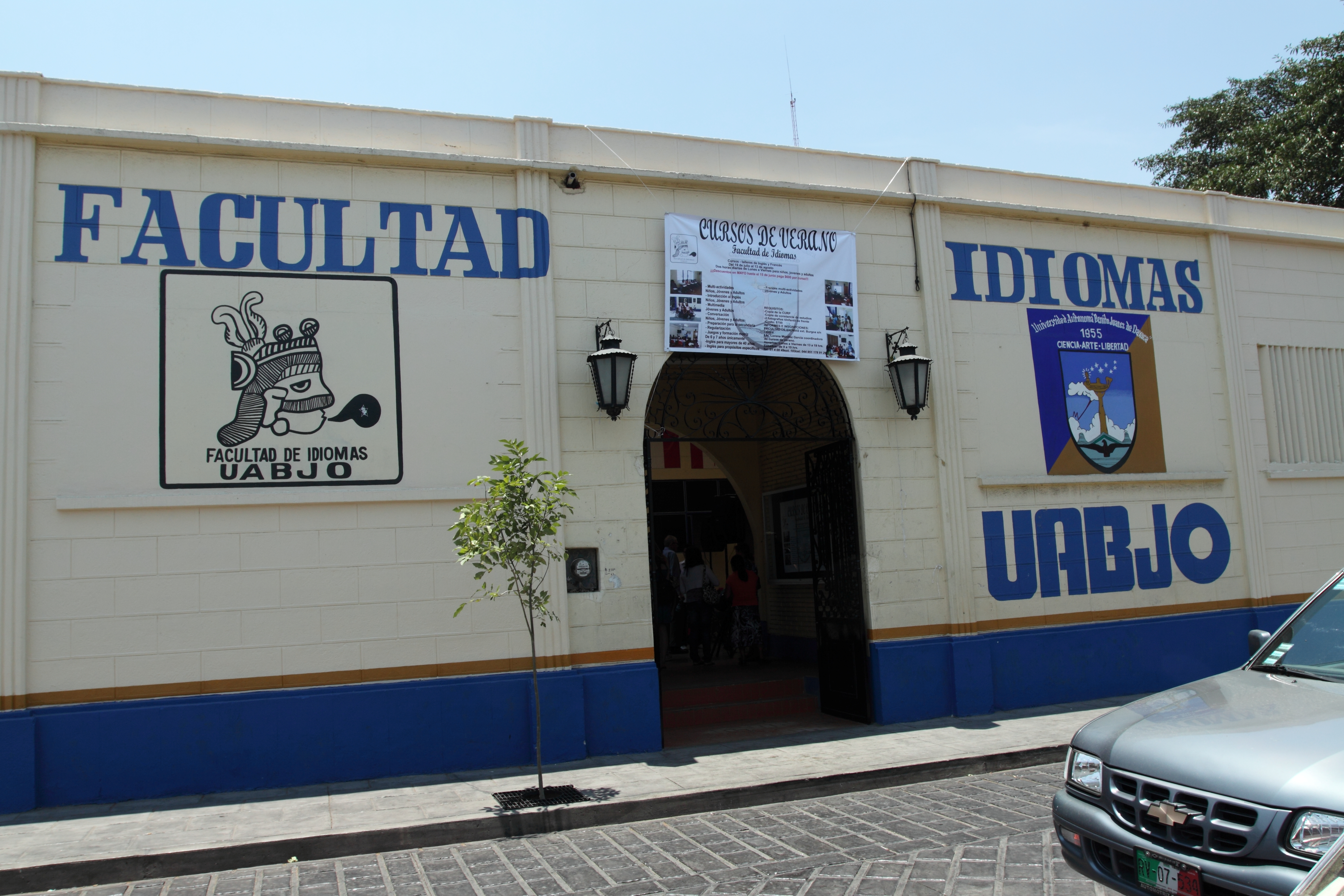
Facultad de Idiomas UABJO

Facultad de Idiomas - Sede Tehuantepec
- Lic. en enseñanza de Idiomas

Facultad de Idiomas - Sede Puerto Escondido
- Lic. en enseñanza de Idiomas

Facultad de Ciencias Químicas
- Lic. en Biología
- Lic. en Químico Farmacéutico Biólogo

Facultad de Contaduría y Administración
- Licenciatura en Contaduría Pública
- Licenciatura en Administración
- Licenciatura en Turismo y Desarrollo Sustentable
- Licenciatura en Negocios y Microfinanzas
- Licenciatura en Administración Pública y Gestión Municipal
- Maestría en Fiscal
- Maestría en Administración
- Doctorado en Fiscal
- Doctorado en Administración

Facultad de Derecho y Ciencias Sociales
- Licenciatura en Derecho
- Maestría en Derecho y Política Electoral
- Maestría en Metodología y Pedagogía Jurídicas
- Maestría en Ciencias Penales
- Maestría en el Nuevo Sistema Penal Acusatorio

Facultad de Medicina y Cirugía

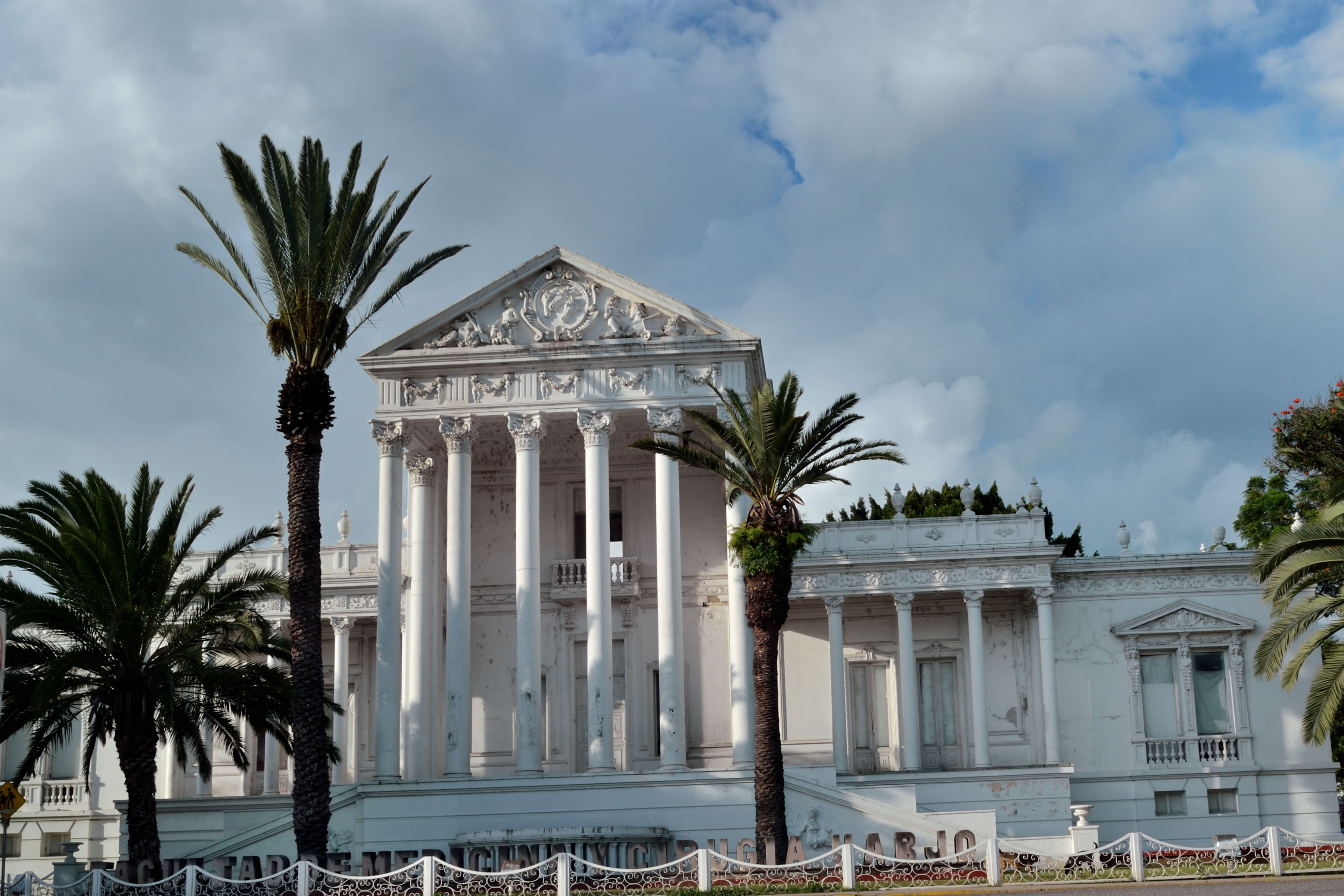
Facultad de Medicina y Cirugía UABJO

- Licenciatura en Medicina y Cirugía
- Licenciatura en Terapia Física
- Licenciatura en Terapia Ocupacional
- Maestría en Biociencias
- Maestría en Biomedicina Experimental
- Doctorado en Biociencias
- Doctorado en Biomedicina Experimental

Facultad de Odontología
- Licenciatura en Cirujano Dentista
- Maestría en Endodoncia
- Maestría en Odontopediatría
- Maestría en Ortodoncia
- Maestría en Periodoncia
- Maestría en Rehabilitación Bucal

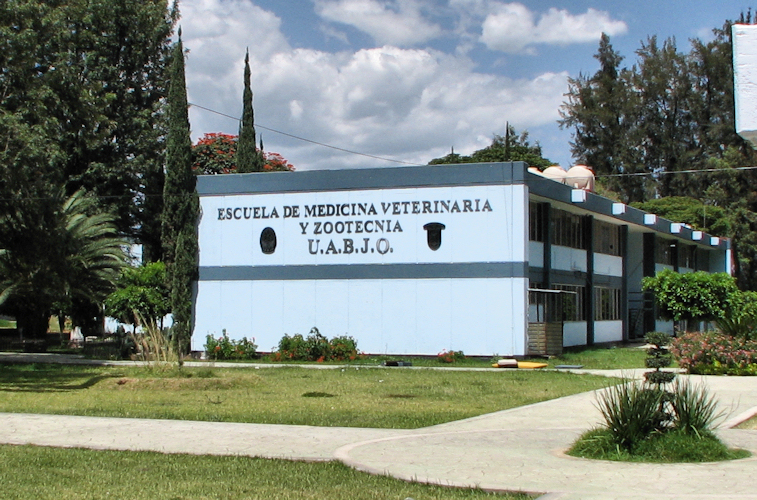
Facultad de Medicina Veterinaria y Zootecnia UABJO

Facultad de Medicina Veterinaria y Zootecnia
- Licenciatura en Médico Veterinario Zootecnista
- Maestría en Producción Animal

Instituto de Investigaciones Sociológicas
- Licenciatura en Ciencias Sociales y Desarrollo Regional
- Licenciatura en Ciencias Sociales y Sociología Rural
- Licenciatura en Ciencias Sociales y Estudios Políticos
- Licenciatura en ciencias sociales y Desarrollo Sustentable

Instituto de Humanidades
- Licenciatura en Antropología

- Licenciatura en Antropología en el Área de Arqueología

Instituto de Ciencias de la Educación
- Licenciatura en Ciencias de la Educación
- Licenciatura en Psicología
- Maestría en Educación
- Maestría en Docencia
- Maestría en Psicología Educativa
- Doctorado en Ciencias de la Educación

- Investigaciones sociológicas

Preparatorias
- Preparatoria N.º 1 Oaxaca

- Preparatoria N.º 2 Oaxaca

- Preparatoria N.º 4 Tehuantepec

- Preparatoria N.º 5 Oaxaca

- Preparatoria N.º 6 Oaxaca (Actualmente la que tiene mayor cantidad de ingresos a las Licenciaturas)

- Preparatoria N.º 7 Oaxaca

## Exalumnos
Varias figuras prominentes en la vida política de México han sido exalumnos de la UABJO y de su predecesor, el Instituto de las Artes y las Ciencias de Oaxaca.
Hugo Aguilar Ortiz, Ministro de la Suprema Corte de Justicia de la Nación electo en el Primer Proceso electoral 20224-2025 para renovar al Poder Judicial de la Federación, quien sera el primer presidente de la SCJN.

### DelsigloXIX
- Matías Romero Avendaño (Diplomático)
- Ignacio Mariscal (Diplomático y Jurista)
- Demetrio Sodi Guergué (Presidente de la Suprema Corte de Justicia de la Nación, 1908-1910)

### Presidentes de México
- Benito Juárez (Presidente de México, 1858-1872)[3]
- Porfirio Díaz (Presidente de México, 1876-1880 y 1884-1911)[3]